# Hard Day
Pour plus de détails, voir Fiche technique et Distribution.
Hard Day (hangeul : 끝까지 간다 ; RR : Ggeutggaji ganda, litt. « Je vais jusqu'au bout ») est une comédie policière sud-coréenne écrite et réalisée par Kim Seong-hoon, sortie en 2014.
Il est sélectionné dans la « Quinzaine des réalisateurs » au Festival de Cannes en mai 2014.
En 2022, Régis Blondeau en fait un remake nommé Sans répit.

## Synopsis
Un jeune commissaire, qui s'apprête à assister aux funérailles de sa mère, renverse un piéton par accident. Paniqué, il décide de cacher son cadavre dans le cercueil maternel. Mais voilà : l'enquête sur l'individu disparu est confiée à un de ses collègues, il semble que ce soit un criminel qui était recherché, et un témoin de l'accident tente de le faire chanter…

## Fiche technique
- Titre original : 끝까지 간다
- Titre international : A Hard Day
- Titre français : Hard Day
- Réalisation : Kim Seong-hoon
- Scénario : Kim Seong-hoon ; Jang Hang-joon, Lee Hae-joon, Kwak Jeong-deok et Choi Kwan-yeong (adaptations)
- Décors : Lee Mi-gyeong
- Costumes : Go Hui-jeong
- Photographie : Kim Tae-seong
- Son : Lee In-gyoo
- Montage : Kim Chang-joo
- Musique : Mok Yeong-jin
- Production : Cha Ji-hyeon et Jang Won-seok
- Sociétés de production : AD406 et Dasepo Club
- Sociétés de distribution : Showbox/Mediaplex (Corée du Sud) ; Bodega Films (France)
- Pays d'origine : Corée du Sud
- Langue originale : coréen
- Format : couleur
- Genre : Comédie policière
- Durée : 111 minutes
- Dates de sortie :
  -  France : 18 mai 2014 (Festival de Cannes ; 7 janvier 2015 (nationale)
  -  Corée du Sud : 29 mai 2014 (nationale)

## Distribution
- Lee Seon-gyoon (VF : Emmanuel Lemire) : Go Geon-soo
- Jo Jin-woong (VF : Philippe Peythieu) : Park Chang-min
- Sin Jeong-geun (VF : Yann Guillemot) : le commissaire
- Jeong Man-sik (VF : Hugues Boucher) : l'inspecteur Choi
- Shin Dong-mi (VF : Claire Beaudoin) : Hee-young, sœur de Go Geon-soo
- Kim Dong-yeong (VF : Jérôme Ragon) : l'inspecteur Do
- Joo Seok-tae (V. F. : Vincent Ozanon) : l'inspecteur Nam
- Park Bo-geom (VF : Rémi Caillebot) : Lee Jin-ho

## Accueil

### Accueil critique
Emannuelle Spadacenta du Cinemateaser remarque « ce qui prive A Hard Day d’être un très grand film, ce n’est rien d’autre qu’une image sans grande personnalité. Malgré quelques plans virtuoses, Kim Seong-hoon n’a pas la caméra agressive d’un Na Hong-jin ni le sens du cadre implacable d’un Kim Jee-woon. Mais il a un esprit malin, un élan sarcastique, un sens du timing dans le dialogue imparable ».

### Box-office
| Pays ou région | Box-office        | Date d'arrêt du box-office | Nombre de semaines |
| -------------- | ----------------- | -------------------------- | ------------------ |
| Corée du Sud   | 3 448 583 entrées | 18 novembre 2014           | 11                 |
| France         | 25 877 entrées    | 21 avril 2015              | 15                 |

## Distinctions

### Sélections
- Festival de Cannes 2014 : « Quinzaine des réalisateurs »
- L'Étrange Festival 2014 : « Compétition internationale »
- Festival de l'Absurde Séance Festival 2014 : « Avant-premières »

### Récompenses
- Korean Association of Film Critics Awards 2014 : Critics' Top 10
- Grand Bell Awards 2014 :
  - Meilleur réalisateur pour Kim Seong-hoon
  - Meilleur directeur de la photographie : Kim Tae-seong
  - Meilleur éclairage pour Kim Gyeong-seok
- Pusan Film Critics Awards 2014 : Meilleur scénariste pour Kim Seong-hoon
- Women in Film Korea Awards 2014 : Meilleur publication technique pour Oh So-ra (chef du son)

### Nominations
- Festival de Cannes 2014 :
  - Art Cinema Award
  - Label Europa Cinema
  - Prix SCAD
  - Prix Illy
- Buil Film Awards 2014 :
  - Meilleur acteur pour Lee Seon-gyoon
  - Meilleur acteur dans un second rôle pour Jo Jin-woong
  - Meilleur réalisateur débutant pour Kim Seong-hoon
  - Meilleur scénariste pour Kim Seong-hoon
- Grand Bell Awards 2014 :
  - Meilleur film
  - Meilleur acteur dans un second rôle pour Jo Jin-woong
  - Meilleur scénariste pour Kim Seong-hoon
  - Meilleur monteur pour Kim Chang-joo